# Pierre Dargent
Pierre Dargent (né le 22 juillet 1922 à Dole, décédé le 8 juin 1942 à Bir Hakeim) était un Français libre, héros de la bataille de Bir Hakeim pendant la Seconde Guerre mondiale.

## Biographie
Pierre Dargent est né le 22 juillet 1922 à Dole, en France. Sa famille s'installe à Levallois-Perret dans les années 30, il étudie alors les sciences politiques.
Il répond à l'appel du 18 juin 1940 du général de Gaulle et s'engage dans les Forces françaises libres (FFL) en août 1940.
En 1941, il intègre le camp Colonna d’Ornano à Brazzaville, école de formation des officiers de la France libre. Il  est ensuite affecté en Syrie sous les ordres du général de Larminat.

## Bataille de Bir Hakeim
En mai 1942, Dargent est rejoint la 6ème Compagnie du 2ème Bataillon de Marche du Tchad en Libye, où il prend part à la bataille de Bir Hakeim.
Pierre Dargent s'est distingué lors de cette bataille en se portant volontaire dans une mission périlleuse où il laissera la vie.
Il est enterré au cimetière de Bir Hakeim, tombe 168, puis au cimetière de Montain, où repose également le général de Larminat.

## Décorations
- Médaille de la Résistance française (14 juin 1946)[4]
- Croix de guerre 1939–1945 avec palme (12 février 1948)

## Hommages
Le 19 mars 1948, le conseil municipal de Levallois, vote le changement de nom de la rue Neuve de Villiers pour lui donner celui de rue de l’Aspirant Dargent.
La mémoire de Pierre Dargent est honorée le 17 décembre 1950 par une cérémonie de remise du drapeau, en présence du général Koenig, Commandant la 1ère Brigade Française Libre à Bir-Hakeim, sur le parvis de l’Hôtel de Ville de Levallois.
Une rue d'Argent de sa ville natale de Dole pourrait avoir été mal orthographiée et dédiée en réalité à Pierre Dargent.